# Separatistické državy
Separatistické državy (anglicky Separatist holdouts) jsou ve fiktivním světě Star Wars menší vesmírná společenství zbylých Separatistů, kteří přežili zánik Konfederace (CIS) roku 19 BBY po ukončení Klonových válek. Byly to často nesourodé izolované skupinky Separatistů, kteří dál pokračovali v boji za nezávislost, případně se o skončení Klonových válek ani nedozvěděli. Později výrazně přispěly ke zformování Aliance rebelů.

## Dějiny

### Původ
Separatisté byli nepřáteli Republiky, kterou považovali za zkorumpovanou a nefunkční, jejich hnutí založilo Konfederaci nezávislých systémů (CIS). Po likvidaci jejího vedení se zbylí Separatisté stali lovnou zvěří Impéria (založeného Darth Sidiousem), které z Republiky vzniklo. Hnutí Separatistů se nevědomky stalo nástrojem Darth Sidiouse na jeho cestě k absolutní moci. Po vyhlášení Impéria Sidious (nyní císař Palpatine) už Separatisty nepotřeboval a nechal svého učedníka Darth Vadera, aby na Mustafaru zbývající vůdce povraždil a deaktivoval armády droidů. Konfederace přestala existovat a většiny světů ovládaných Separatisty se zmocnilo Impérium, avšak na okrajích se některé izolované skupinky Separatistů udrželi, byli mezi nimi také droidi, na které se nevztahovala deaktivace. Impérium považovalo tyto zbylé Separatisty za úhlavní hrozbu státu a využívalo je pro svou politickou propagandu k likvidaci stoupenců Staré Republiky. Několikrát proti Separatistům vyslalo imperiální flotilu s armádou. 

### Výskyt
Zbylými baštami Separatistů bylo několik planet jako Agamar nebo Lola Sayu ve Vnějším okraji galaxie. Na Lola Sayu se pevností Separatistů stala místní bývalá věznice Citadel, kterou původně zbudovali rytíři Jedi pro odsouzené členy jejich řádu. Zdejší posádka Separatistů se skládala ze starých bojových droidů a byla řízena jedním bezejmenným droidem, který se držel svých naprogramovaných rozkazů.

### Zánik posledních Separatistů
V době formování Aliance rebelů se zbylí Separatisté přirozeně stali jejími spojenci a výrazně přispěly k jejímu vzniku, až nakonec s povstalci splynuli zcela.